# خانه صفوی
خانه صفوی مربوط به دوره قاجار است و در دزفول، محله پولادیان، خیابان شریعتی، کوچه پایاب واقع شده و این اثر در تاریخ ۱۷ اسفند ۱۳۸۱ با شمارهٔ ثبت ۷۵۷۴ به‌عنوان یکی از آثار ملی ایران به ثبت رسیده است.

## آسیب‌ها
این خانه در مرداد ۱۳۹۰ به آتش کشیده شد و قسمت‌هایی از آن در آتش سوخت. عده‌ای نیز در پی یافتن گنج دیوارها و کف آن را خراب کرده‌اند.